# Euphorbia epiphylloides

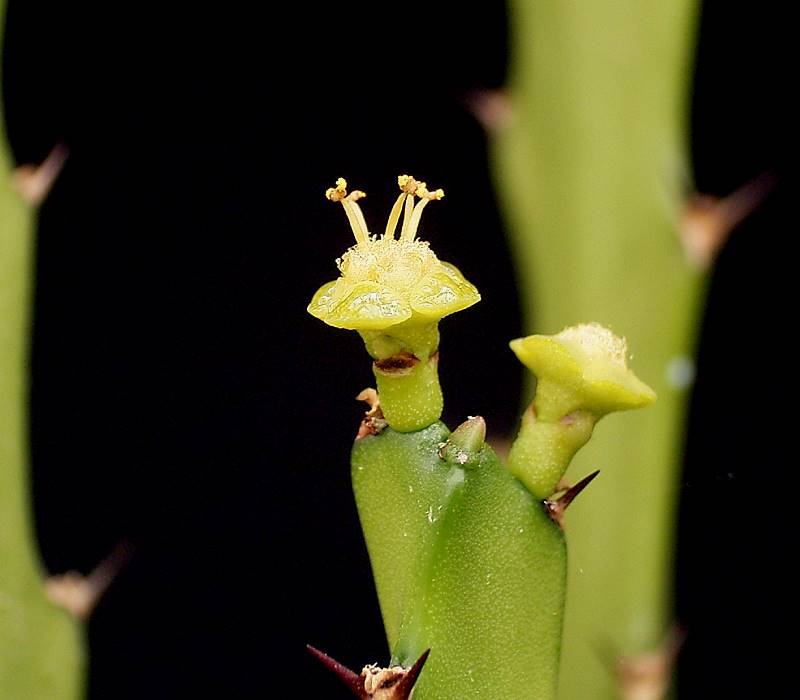
Blüten

Euphorbia epiphylloides ist eine Pflanzenart aus der Gattung Wolfsmilch (Euphorbia) in der Familie der Wolfsmilchgewächse (Euphorbiaceae).

## Beschreibung
Die sukkulente Euphorbia epiphylloides bildet wenig verzweigte Bäume mit Wuchshöhen von 4 Meter aus. Die zweikantigen Zweige sind an geflügelten Kanten mit buchtigen Zähnen besetzt. Die verkehrt eiförmigen Blätter sind sukkulent, werden bis 3 Zentimeter lang und sind kurz gestielt.
Der Blütenstand besteht aus einzelnen und einfachen Cymen, die nahezu sitzend sind. Die Cyathien erreichen einen Durchmesser von etwa 6 Millimeter und die Nektardrüsen sind rosagelblich gefärbt. Die Frucht ist deutlich gelappt und über den Samen ist nichts bekannt.

## Verbreitung und Systematik
Euphorbia epiphylloides ist auf den Andamanen auf steinigen Böschungen mit wenig Bewuchs in sandigem Lehmboden in Höhenlagen von 210 bis 600 Meter verbreitet.
Die Art steht auf der Roten Liste der IUCN und gilt als stark gefährdet (Endangered).
Die Erstbeschreibung der Art erfolgte 1874 durch Sulpiz Kurz. Als Synonyme zu dieser Art gelten Euphorbia alcicornis A.Berger (1907) und Euphorbia ramipressa Croizat (1934).